# Nana-Mambéré
Nana-Mambéré est l’une des vingt préfectures de République centrafricaine. Elle est située dans l'ouest du pays. Sa superficie est de 26 600 km2 pour une population de 233 666 habitants en 2003. Son chef-lieu est Bouar.

## Situation
| Mbéré         |              | Ouham-Pendé    |
| Lom-et-Djérem | Nana-Mambéré | Ombella-M'Poko |
|               | Mambéré      |                |

## Climat

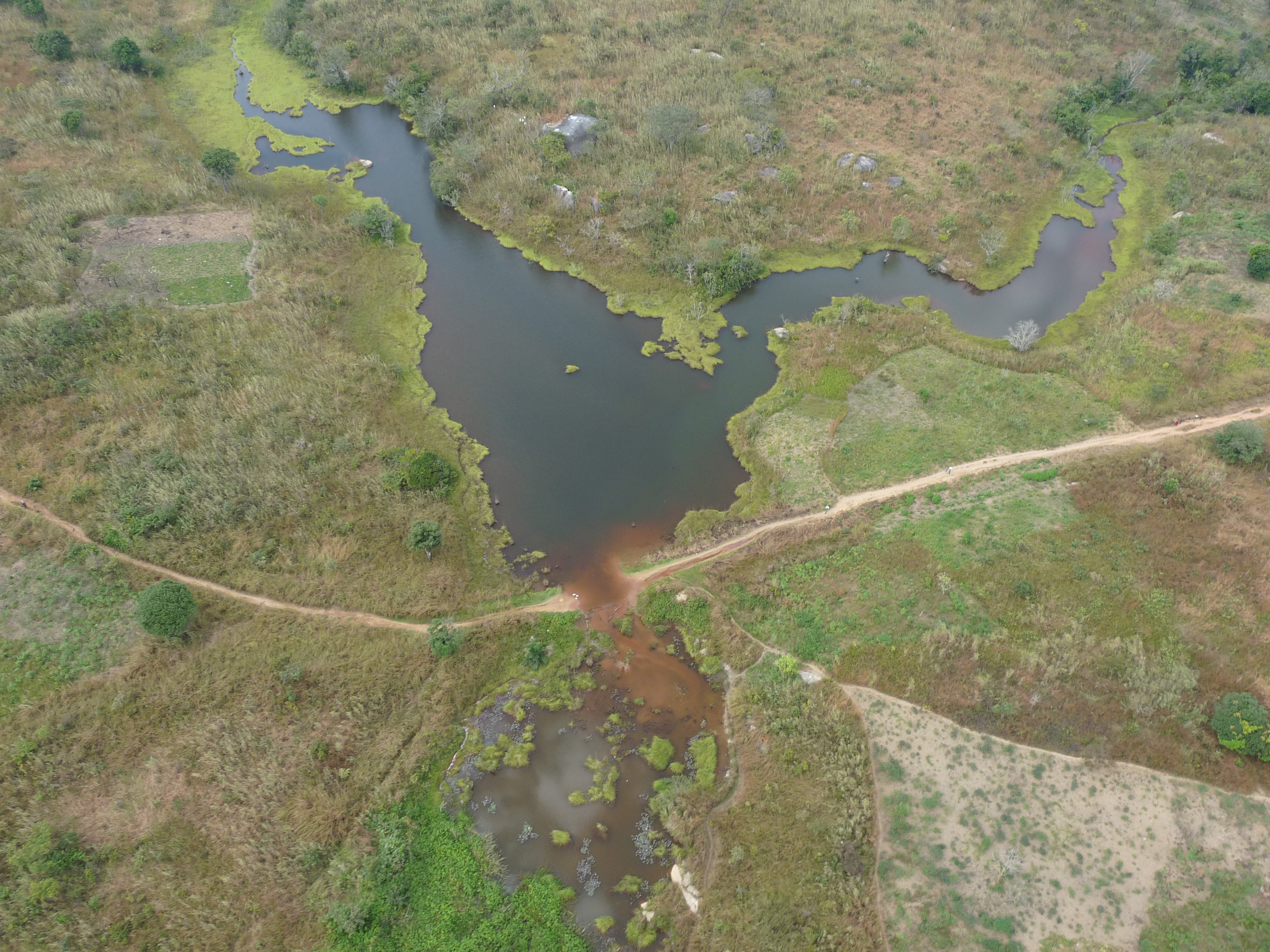
Paysage de la Nana-Mambéré vu du ciel

Le climat de la Nana-Mambéré est de type tropical chaud et humide. Selon l'indice des saisons pluviomètriques, elle est située en zone soudano-oubanguienne dans la partie occidentale, avec 7 mois de saison des pluies autour du solstice d'été (avril à octobre), 2 mois d'intersaison et trois mois de saison sèche autour du solstice d'hiver (décembre à février). La partie orientale: sous-préfecture de Baoro, est en zone soudano-guinéenne avec 6 mois de saison des pluies, 3 mois d'intersaison et 3 mois de saison sèche.

## Histoire
Après l'accord franco-allemand du 4 février 1894 qui reconnaît à la France la ligne des postes établis de Ouesso à Koundé, la région intègre la colonie française du Congo français.
Un premier poste administratif est fondé à Koundé en 1896. En 1907, un nouveau poste est fondé à Baboua qui remplace Koundé comme chef-lieu de Subdivision. Le territoire est ensuite cédé au Kamerun allemand, comme partie de la région du Neukamerun par le traité du 4 novembre 1911. Au début de la première guerre mondiale, en 1914, il est repris par la France, et revient à la colonie du Moyen-Congo.
Le 20 novembre 1964, la préfecture de Bouar-Baboua devient la Nana-Mambéré, du nom des deux principaux cours d'eau qui la traversent. La 3e sous-préfecture de la Nana-Mambéré est créée le 7 août 1968 avec pour chef-lieu Baoro. La création de la 4e sous-préfecture intervient le 2 mai 2002 avec pour chef-lieu Abba.

## Administration
La Nana-Mambéré constitue avec la Mambéré-Kadéï et la Sangha-Mbaéré, la région de l’Équateur, numéro 2 de la République centrafricaine.

### Sous-préfectures et communes
La Nana-Mambéré est divisée en quatre sous-préfectures et 16 communes :
- Sous-préfecture de Bouar : Bouar, Niem-Yéléwa, Herman-Brousse, Zotoua-Bangarem, Yénga, Béa-Nana, Doaka-Koursou
- Sous-préfecture de Baoro : Bawi-Tédoa,Yoro-Samba Bougoulou
- Sous-préfecture de Baboua : Baboua, Gaudrot, Bingué, Koundé, Fô
- Sous-préfecture de Abba : Abba, Nadziboro

| Sous-préfectures | communes             | superficie (km²) | population (hab. 2015) | villages (nbre 2003) | quartiers (nbre 2003) |
| Abba             | Abba                 | 3 156,15         | 21 939                 | 35                   | 0                     |
| Abba             | Nadziboro            | 780,45           | 6 077                  | 9                    | 0                     |
| Baboua           | Baboua               | 4 908,37         | 29 915                 | 63                   | 21                    |
| Baboua           | Bingué               | 858,28           | 7 972                  | 40                   | 0                     |
| Baboua           | Fô                   | 1 015,33         | 12 995                 | 27                   | 0                     |
| Baboua           | Gaudrot              | 1 341,36         | 6 792                  | 28                   | 0                     |
| Baboua           | Koundé               | 935,49           | 8 564                  | 38                   | 0                     |
| Baoro            | Bawi-Tédoa           | 2 358,32         | 32 963                 | 27                   | 21                    |
| Baoro            | Yoro-Samba Bougoulou | 3 000,27         | 12 066                 | 32                   | 0                     |
| Bouar            | Béa-Nana             | 830,95           | 8 174                  | 32                   | 0                     |
| Bouar            | Bouar                |                  | 49 254                 | 0                    | 48                    |
| Bouar            | Doaka-Koursou        | 863,44           | 14 955                 | 40                   | 0                     |
| Bouar            | Herman-Brousse       | 1 583,94         | 21 409                 | 89                   | 0                     |
| Bouar            | Niem-Yéléwa          | 2 225,73         | 29 479                 | 127                  | 0                     |
| Bouar            | Yénga                | 748,03           | 11 142                 | 53                   | 0                     |
| Bouar            | Zotoua-Bangarem      | 2 836,18         | 20 062                 | 51                   | 0                     |

## Économie
La préfecture se situe dans la zone de cultures vivrières à manioc et bananes plantains dominants, maïs, arachide, sésame, macabo et courges. La préfecture est située en zone d'élevage bovin, elle compte deux des sept communes d'élevage du pays : Gaudrot et Niem-Yéléwa.